# Tornaralie
Slægten Tornaralie (Eleutherococcus) er endemisk i Østasien med ca. 35 arter, som især findes i Kina, Korea og Japan. Det er buske, som kendetegnes ved torne, femtallige blomster og fingrede blade. Her omtales kun den ene art, som dyrkes i Danmark.
| Arter |

- Almindelig Tornaralie (Eleutherococcus sieboldianus)